# セレンディップ・ホールディングス
セレンディップ・ホールディングス株式会社（英文社名：Serendip Holdings Co., Ltd.）は、愛知県中区栄に本社を置く、経営支援を手掛ける日本の企業。

## 概要
セレンディップ・ホールディングスは、2006年に経営支援を目的に設立された会社。事業承継支援の支援などを手掛け、M&Aで地元のトヨタグループ系企業を傘下に収めるなどして、2021年には東京証券取引所マザーズに上場した。

## 沿革
- 2006年 名古屋市名東区に株式会社T3ネットワークを設立。セレンディップ・コンサルティング株式会社に商号を変更[1]。
- 2007年 名古屋市中区栄に本社を移転[1]。
- 2008年 名古屋市中区錦に本社を移転[1]。
- 2014年 名古屋市中区栄に本社を移転[1]。
- 2020年 セレンディップ・ホールディングス株式会社に商号を変更[1]。
- 2021年 東京証券取引所マザーズに上場[1]。